# Kanton Lignières
Kanton Lignières (francouzsky Canton de Lignières) je francouzský kanton v departementu Cher v regionu Centre-Val de Loire. Tvoří ho devět obcí.

## Obce kantonu
- La Celle-Condé
- Chezal-Benoît
- Ineuil
- Lignières
- Montlouis
- Saint-Baudel
- Saint-Hilaire-en-Lignières
- Touchay
- Villecelin